# Ernst Rüdiger von Starhemberg (1899-1956)

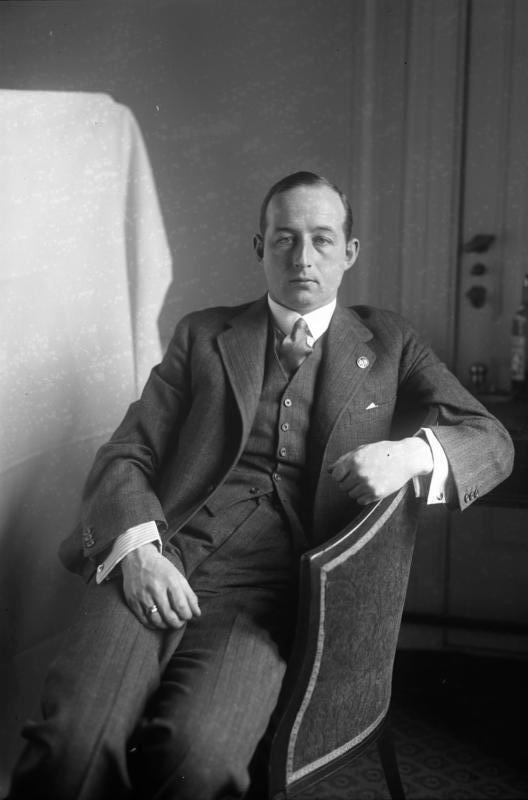
Ernst Rüdiger Starhemberg

Ernst Camillo Maria Rüdiger Fürst von Starhemberg (Eferding, 10 mei 1899 - Schruns, 15 maart 1956), sinds het afschaffen van de Oostenrijkse adel (1919) Ernst Camillo Maria Rüdiger Starhemberg, was een Oostenrijks politicus, medeoprichter van de paramilitaire Heimwehr. 
Starhemberg kwam uit een oeroud adellijk geslacht van grootgrondbezitters. Hij vocht tijdens de Eerste Wereldoorlog als vrijwilliger in het Oostenrijk-Hongaarse leger. In 1919 sloot hij zich aan bij het vrijkorps 'Oberland'. Hij nam deel aan Hitlers Bierkellerputsch van 9 november 1923. Hij keerde zich echter spoedig tegen het nazisme en raakte onder de indruk van de Italiaanse dictator Benito Mussolini. In 1929 werd hij lid van de semi-fascistische en paramilitaire Heimwehr en werd Heimwehrführer van Opper-Oostenrijk en in 1930 Bundesführer (Leider) van de Heimwehr. In datzelfde jaar trad hij als minister van Binnenlandse Zaken toe tot de regering (tot 1934). In juni 1934 werd Starhemberg vicekanselier in de regering. Na de moord op bondskanselier Engelbert Dollfuss in juli 1934 werd hij tevens voorzitter van het Vaderlands Front. In 1936 werd de Heimwehr een onderdeel van het Vaderlands Front en trad Starhemberg als vicekanselier af. Sindsdien speelde hij geen rol van betekenis meer in de Oostenrijkse politiek. 
In 1937 emigreerde hij naar Zwitserland. In 1939, na de Franse en Britse oorlogsverklaring aan Duitsland, poogde de inmiddels in Frankrijk verblijvende Starhemberg het 'Oostenrijkse Legioen' op te richten, hetgeen mislukte wegens bedenking van Franse zijde. Hij diende vervolgens in de Franse luchtmacht, met name in West-Afrika (hij was zelf niet bereid op Duitsland noch Oostenrijk te vliegen, bovendien maakten Britse politici bezwaar tegen de 'dienst van een fascist' in de geallieerde strijdmacht). Uit onvrede met de situatie, waarin de Sovjet-Unie zich aan de zijde van de geallieerden schaarde, trad hij uit Franse dienst. Via Zwitserland vertrok hij naar Zuid-Amerika, waar zijn vrouw en zoon reeds waren aangekomen. In 1952 keerde hij naar Oostenrijk terug. Dit lokte protesten uit van de sociaaldemocraten.